# 貴宝院 (美濃市)
貴宝寺（きほういん）は岐阜県美濃市曽代にある不動明王を本尊とする真言宗醍醐派の寺院。山号は東光山。中濃八十八ヶ所霊場第29番札所である。
永禄2年（1559年）、良快によって開かれた。江戸時代には修験道の寺として加持祈祷を行っており、疫病が流行った際には千日講を催し、験があったと伝わる。本尊のほか、弘法大師、稲荷明神、馬頭観音を祀る。信者は曽代、保木脇、新部ならびに下河和に広がる。